# Beiguan, Guangdong
Beiguan (kinesiska: 北惯) är en köping i sydöstra Kina. Den ligger i stadsdistriktet Yangdong i staden Yangjiang i provinsen Guangdong, omkring 180 kilometer sydväst om provinshuvudstaden Guangzhou. Antalet invånare är 40 579. Befolkningen består av 18 416 kvinnor och 22 163 män. Barn under 15 år utgör 15,0 %, vuxna 15-64 år 74 %, och äldre över 65 år 10,0 %.